# Lykourgos Angelopoulos

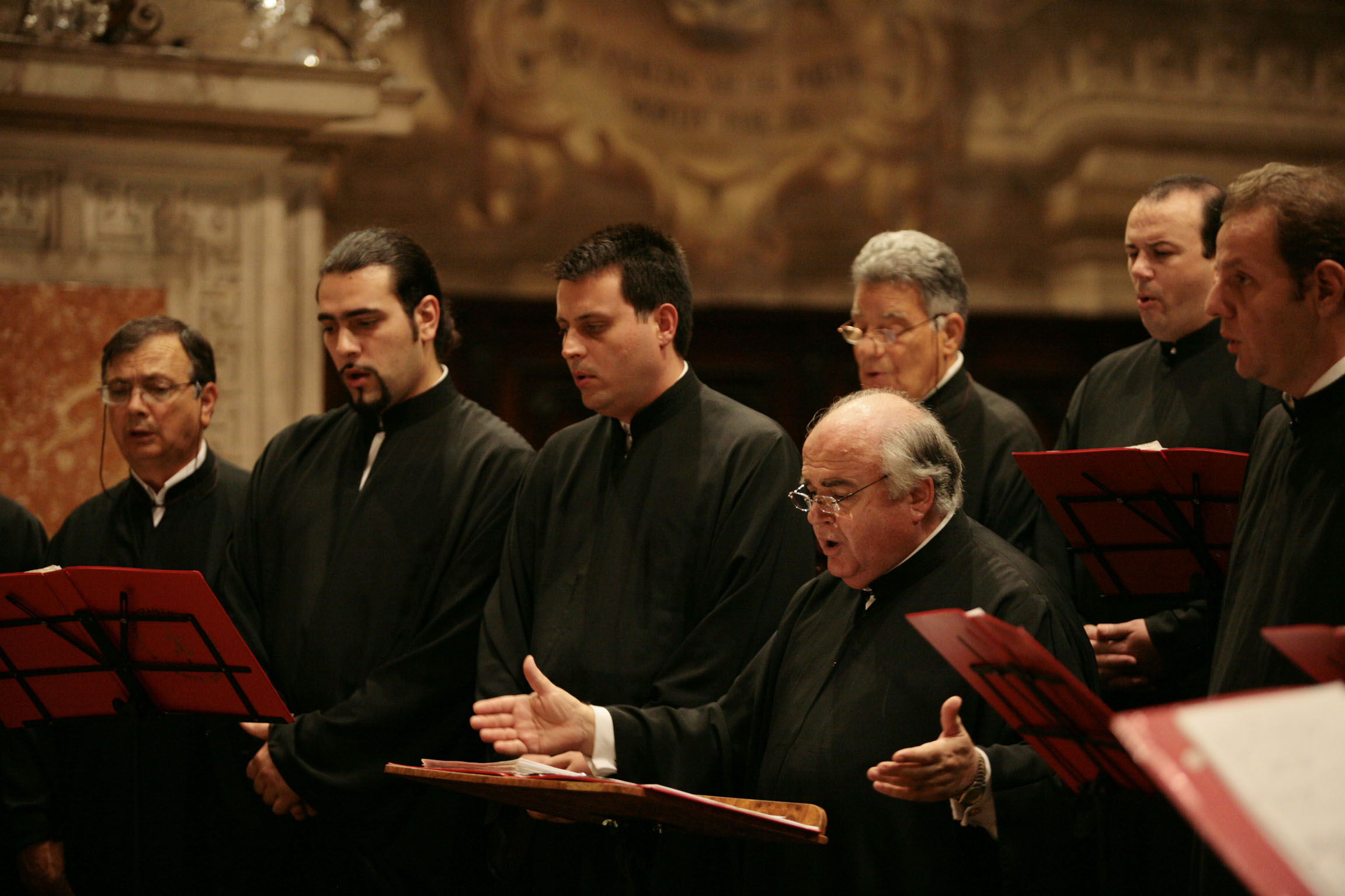
Lykourgos Angelopoulos (2008)

Lykourgos A. Angelopoulos (griechisch Λυκούργος Αγγελόπουλος; * 21. September 1941 in Pyrgos; † 18. Mai 2014 in Athen) war ein griechisch-orthodoxer Kirchenmusiker, Musikwissenschaftler und Chorleiter des Griechisch-Byzantinischen Chores.

## Leben
Geboren wurde Lykourgos A. Angelopoulos im Jahre 1941 in der Kleinstadt Pyrgos, die sich auf der griechischen Halbinsel des Peloponnes befindet.
Die kirchenmusikalische Laufbahn von Lykourgos A. Angelopoulos begann mit dem Studium der Byzantinischen Musik an der griechischen Schule für „Nationale Musik“ unter Leitung von Simon Karas. Nebenbei studierte Angelopoulos Rechtswissenschaften an der Kapodistrias-Universität zu Athen.
1982 wurde Angelopoulos Vorsänger in der ersten griechisch-orthodoxen Kathedrale der Hl. Irene in Athen. Seit 1977 ist Angelopoulos Stifter und Leiter des Griechisch-Byzantinischen Kirchenchores und als Professor im Fachgebiet Byzantinische Musik an den Musikhochschulen Nikos Skalkotas und Philippos Nakas in Athen tätig.
Als Direktor leitete Angelopoulos den Byzantinischen Kinderchor im Erzbistum Athen, seit seiner Gründung. Er fungierte als Direktor an den Schulen für Byzantinische Musik in den Diözesen Ilia, Rethymno und Fthiotida. Dazu arbeitete Angelopoulos seit 1998 als Mitglied im „Künstlerischen Musikkomitee“, verantwortlich für die Musikhochschulen des Bildungsministeriums Griechenlands. Ab 2005 wurde er Präsident des „ΚΣΥΜΕ“/„KSYME“ (Dem Zentrum zur Erforschung zeitgenössischer Musik) und ist Gründungsmitglied der „Charta von Regas“.
Angelopoulos arbeitete mit dem Radio Athen an Programmübertragungen Byzantinischer Musik zusammen und führte zeitgenössische Werke von Mihalis Adamis, John Tavener, Dimitri Terzakis, Giorgos Kyriakakis, Theodore Antoniou und Kyriakos Sfetsas auf.
Lykourgos A. Angelopoulos arbeitete mit dem Forschungsteam von Marcel Pérès aus Frankreich zusammen. Die wissenschaftliche Tätigkeit auf dem Gebiet der Kirchenmusik dient der Erforschung des Altrömischen Kirchengesangs und seine Beeinflussung durch den byzantinischen Kirchengesang und deren musikalische Beziehung zueinander. Die gesammelten Ergebnisse werden durch das Ensemble Organum, bei dem Angelopoulos auch als Vorsänger auftrat, aufgeführt und veröffentlicht. Angelopoulos beteiligte sich an acht CD-Veröffentlichungen, die sich primär mit dem byzantinischen, altrömischen, ambrosianischen und anderen älteren westlichen Kirchengesängen beschäftigen.

## Auszeichnungen
Im Jahre 1994 wurde Lykourgos A. Angelopoulos für seine musikalischen Leistungen durch den Ökumenischen Patriarchen von Konstantinopel, seine Heiligkeit Bartholomäus I., mit einem „Offikion des Patriarchen von Konstantinopel“ (Archon) ausgezeichnet und zugleich zum Ersten Vorsänger im Erzbistum Konstantinopel ernannt. Im Jahre 2004 erfolgte durch den griechischen Präsidenten Konstantinos Stefanopoulos die Auszeichnung mit dem Phönix-Orden. Weitere kirchliche Auszeichnungen erhielt Angelopoulus durch den Orthodoxen Patriarchen von Jerusalem Diodoros, die Orthodoxe Kirche Finnlands, das griechisch-orthodoxe Erzbistum Patras. Die Heilige Bischofssynode von Griechenland ehrte im Jahre 2006 Lykourgos A. Angelopoulos für seine kirchenmusikalischen Tätigkeiten und verlieh ihm das goldene Ordenskreuz des Apostels Paulus.